# Útvarp Føroya
Az Útvarp Føroya (ÚF) Feröer nemzeti rádiója. Egyetlen csatornája van, amely az egész országban, valamint internetes adásként világszerte fogható.
A rádió adását 1957. február 6-án kezdte meg. 2005. január 1-jétől szervezetileg összevonták a feröeri televízióval (Sjónvarp Føroya), és az egyesült társaság Kringvarp Føroya néven működik.

### Külső hivatkozások
- A Kringvarp Føroya hivatalos honlapja (feröeri)
- Internetes adás[halott link] (feröeri)